# Fever Pitch (2005)
Fever Pitch, ook bekend als The Perfect Catch, is een Amerikaanse romantische komedie uit 2005, geregisseerd door de broers Peter en Bobby Farrelly. De hoofdrollen worden vertolkt door Drew Barrymore, Jimmy Fallon en Jason Spevack.

## Verhaal
Ben (Jimmy Fallon) is geobsedeerd door het honkbalteam de Boston Red Sox, en zet daar werkelijk alles voor opzij. Dan ontmoet hij Lindsay (Drew Barrymore) en ze worden een gelukkig stel. Totdat het honkbalseizoen weer aanbreekt en Lindsay zijn andere kant mee maakt.

## Rolbezetting
- Drew Barrymore als Lindsey Meeks
- Jimmy Fallon als Ben Wrightman
- Jason Spevack als Ben in 1980
- Jack Kehler als Al
- Scott Severance als Artie
- Jessamy Finet als Theresa
- Maureen Keiller als Viv
- Lenny Clarke als Oom Carl
- Ione Skye als Molly
- KaDee Strickland als Robin
- Marissa Jaret Winokur als Sarah
- Evan Helmuth als Troy
- Brandon Craggs als Casey
- Brett Murphy als Ryan
- Isabella Fink als Audrey
- Miranda Black als Carrie
- Greta Onieogou als Tammy
- Johnny Sneed als Chris
- James Sikking als Doug Meeks
- Michael Rubenfeld als Ian
- Willie Garson als Kevin
- Armando Riesco als Gerard
- Zen Gesner als Steve
- Siobhan Fallon als Lana
- JoBeth Williams als Maureen Meeks
- Mark Andrada als Ezra
- Charlotte Sullivan als Instructeur
- Scott Desano als Kijker
- Lizz Alexander als Charlene
- Shary Guthrie als Christie
- Don Gavin als Politieagent
- Andrew Wilson als Grant Wade / Patrick Lyons
- Martin Roach als Echtgenoot
- Gina Clayton als Dame bij Andere Tafel
- Wayne Flemming als Leon
- Jackie Burroughs als Mrs. Warren